# Inverterad berg- och dalbana

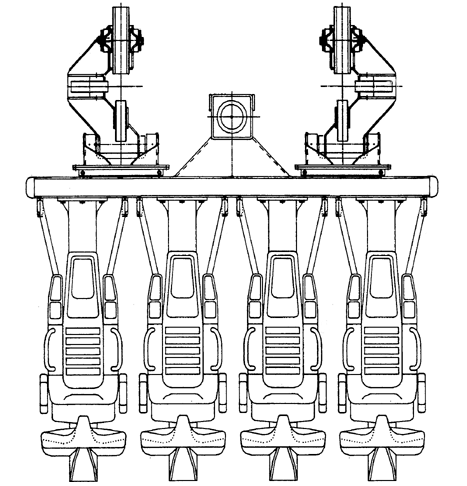
Vagn till en inverterad berg- och dalbana.

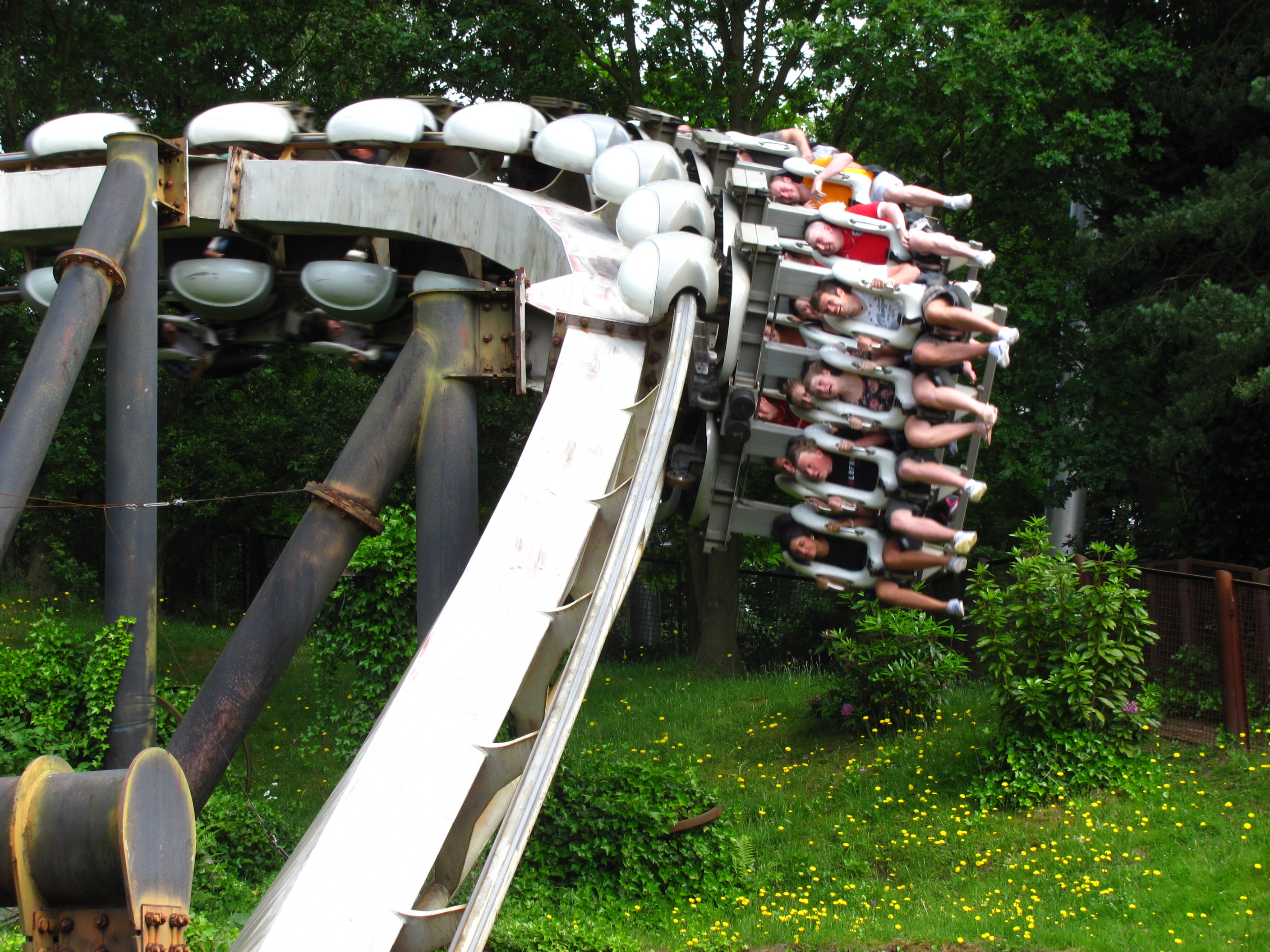
Den inverterade berg- och dalbanan Nemesis i nöjesparken Alton Towers i Staffordshire.

Inverterad berg- och dalbana är en berg- och dalbana där tåget åker under spåret och sätena är placerade under hjulen. Detta ger en flygande känsla eftersom dessa berg- och dalbanor saknar golv och passagerarnas ben hänger fritt.
Den inverterade berg- och dalbanan utvecklades av de schweiziska berg- och dalbanedesignerna Walter Bolliger och Claude Mabillard i början av 1990-talet. Den första inverterade berg- och dalbanan var Batman: The Ride som invigdes 1992 i nöjesparken Six Flags Great America. Den inverterade berg- och dalbanan blev snabbt en favorit bland berg- och dalbanebyggare.
Världens högsta inverterade berg- och dalbana är Alpengeist i nöjesparken Busch Gardens Europe med en lyftbacke på cirka 60 meter.
Mellan 1997 och 2002 hade Liseberg i Göteborg en inverterad berg- och dalbana vid namn Hangover. Den finns numera i nöjesparken Bagatelle i Frankrike, men heter där Triops.